# Joaveski
Joaveski est un village de la Commune de Kuusalu du Comté de Harju en Estonie.
Au 31 décembre 2011, elle compte 33 habitants.